# Tolosa (Nisa)
Tolosa é uma povoação portuguesa sede da Freguesia de Tolosa do Município de Nisa, freguesia com 23,43 km² de área e 811 habitantes (censo de 2021), tendo, por isso, uma densidade populacional de 34,6 hab./km².

## História
Foi vila e sede de concelho até 1836, quando foi integrado no concelho de Alpalhão. Era constituído apenas pela freguesia da sede e tinha, em 1801, 419 habitantes.
Tolosa é uma Vila com três Forais.

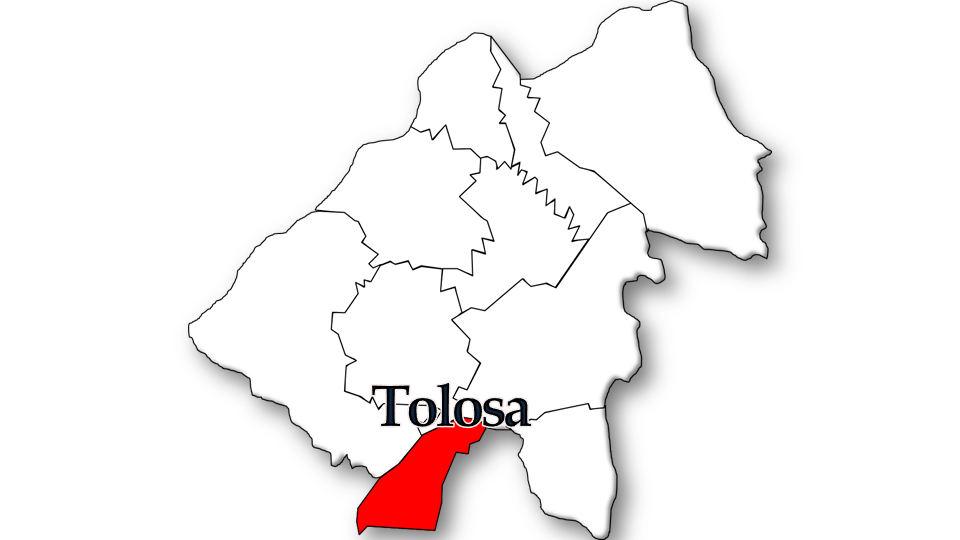
Localização no Município de Nisa

O primeiro foi dado por D. Afonso Peres, Prior da Ordem do Hospital em Portugal no ano de 1262
O segundo foi dado por D. Gonçalo Fagundes também ele Prior da Ordem do Hospital no ano de 1281
O terceiro foi aprovado por D. Manuel I rei de Portugal no ano de 1517. ( Fonte Torre do Tombo, forais de Tolosa, Gavetas, Gav. 6, mç. 1, n.º 31)
Tolosa foi Concelho até 1836, com a sua extinção, passou para o Concelho de Alpalhão, onde se manteve como Freguesia até ao ano de 1855. Com a extinção do Concelho de Alpalhão, ficou a pertencer ao Concelho de Nisa até ao ano de 1895. Desde esta data até 1898, ficou a pertencer ao Concelho do Crato,  data em que passou novamente para o Concelho de Nisa até aos dias de hoje. ( Fonte Junta de Freguesia de Tolosa )
Uma das maiores festividades da freguesia é a Feira do Queijo de Tolosa.

## Demografia
A população registada nos censos foi:
| Distribuição da População por Grupos Etários | Distribuição da População por Grupos Etários | Distribuição da População por Grupos Etários | Distribuição da População por Grupos Etários | Distribuição da População por Grupos Etários |
| -------------------------------------------- | -------------------------------------------- | -------------------------------------------- | -------------------------------------------- | -------------------------------------------- |
| Ano                                          | 0-14 Anos                                    | 15-24 Anos                                   | 25-64 Anos                                   | > 65 Anos                                    |
| 2001                                         | 120                                          | 113                                          | 518                                          | 371                                          |
| 2011                                         | 100                                          | 77                                           | 455                                          | 379                                          |
| 2021                                         | 59                                           | 68                                           | 336                                          | 348                                          |

## Equipamentos
- Mercado